# Бастид де Бепла
Бастид де Бепла (фр. Bastide-de-Besplas) насеље је и општина у јужној Француској у региону Миди Пирене, у департману Арјеж која припада префектури Памје.
По подацима из 2011. године у општини је живело 396 становника, а густина насељености је износила 38,75 становника/km². Општина се простире на површини од 10,22 km². Налази се на средњој надморској висини од 225 метара (максималној 391 m, а минималној 234 m).

## Демографија
| 1962. | 1968. | 1975. | 1982. | 1990. | 1999. | 2011. |
| ----- | ----- | ----- | ----- | ----- | ----- | ----- |
| 438   | 453   | 403   | 307   | 302   | 294   | 396   |

График промене броја становника у току последњих година